# ボツワナ国防軍
ボツワナ国防軍（ボツワナこくぼうぐん、英語: Botswana Defence Force, BDF）は、ボツワナの軍隊である。

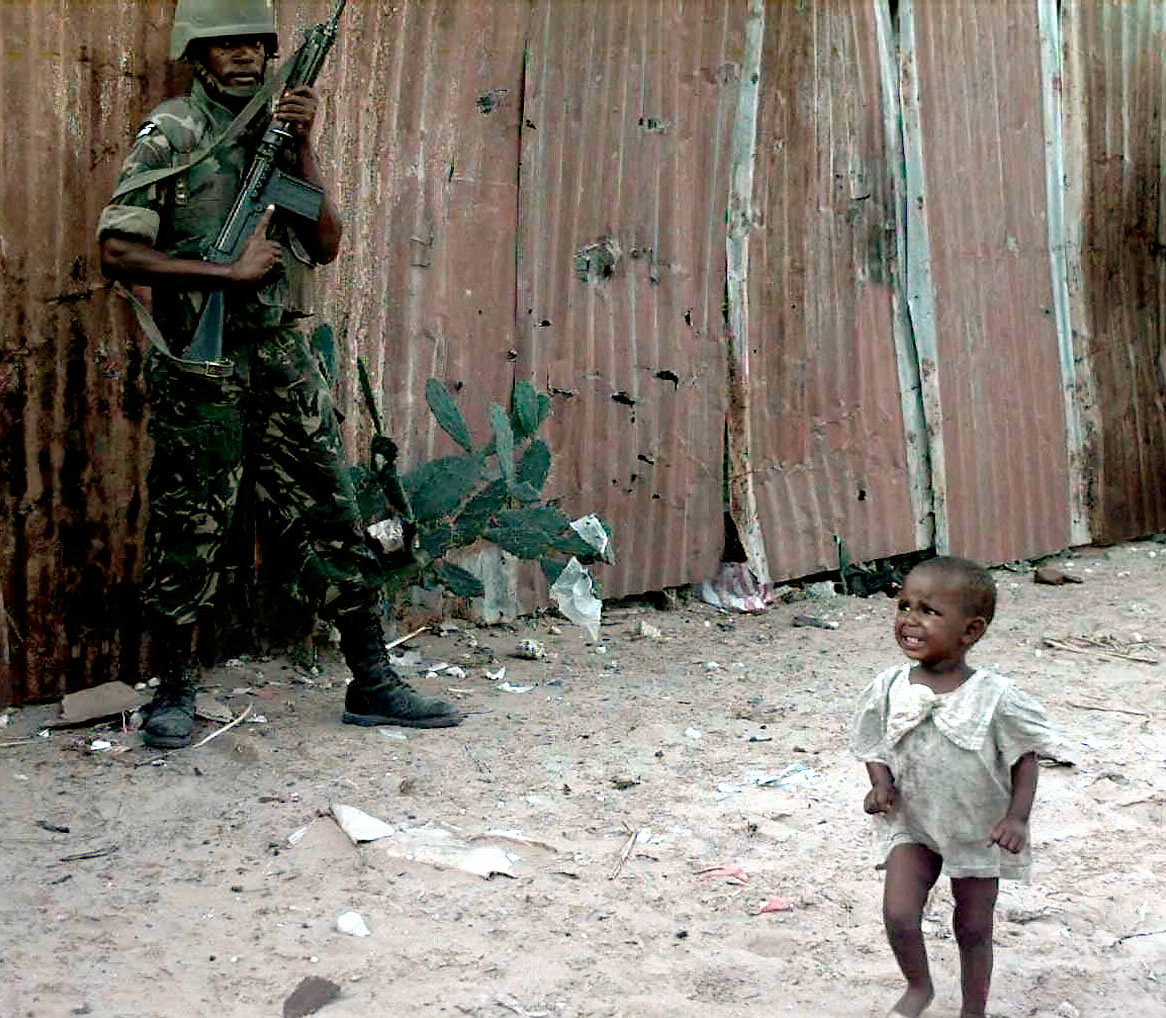
ボツワナ防衛軍の兵士（壁側）

## 概要
ボツワナ軍は陸軍を主として構成されている。陸軍8,500名、空軍500名の他、準軍事組織として警察の機動隊1,500名を擁する。内陸国であるため海軍は存在せず、陸軍の部隊が担当する。徴募制度は志願制。指揮官はTebogo Masire（2006年11月1日着任）。

### データ
- 軍事予算 - 2億8,300万ドル(2007年)

## 歴史
1977年設立。前年に隣国ローデシアが反政府勢力攻撃を理由にボツワナへ侵攻（ローデシア紛争）したことが背景にある。

## 組織・編制・装備

### 陸軍

#### 編成
編制は以下の通り。
- 機甲旅団×1
- 歩兵旅団×2
- 砲兵旅団×1
- 防空旅団×1

#### 装備品

##### 車両
- スコーピオン - 36両
- SK105キュラシェーア軽戦車 - 50両
- FV103 スパルタン - 6両
- コマンドウ装甲車 - 50台
- BTR-60 - 30台
- VBL装甲車 - 27台

##### 火砲
- L118 105mm榴弾砲
- オート・メラーラMod56 105mm榴弾砲
- 120mm迫撃砲PM-43
- VADS
- カールグスタフ

##### ミサイル
- BGM-71 TOW
- ジャベリン
- 9K32
- 9K38 イグラ

### 空軍
保有機体は以下の通り。
- CF-5A×10
- CF-5D×5
- BN-2×10
- ビーチクラフト スーパーキングエア×1
- C-130B×3
- CASA C-212×2
- CASA CN-235×2
- ガルフストリーム IV×1
- O-2×5
- PC-7×6
- AS-350B×8
- Bell 412×1
- Bell 412EP×1
- Bell 412SP×5